# Fabian Spiess
Fabian Spiess (* 22. Februar 1994 in Wesel) ist ein ehemaliger deutscher Fußballtorhüter.

## Karriere
Fabian Spiess wechselte am 29. September 2010 in die Jugend des englischen Drittligisten Notts County, nachdem er schon 2008 vom Teammanager Mick Leonard in Dubai entdeckt worden war. Dort erwies er sich im ersten Jahr sofort als hochtalentierter Torhüter mit einer eindrucksvollen Präsenz und wurde deshalb mit dem Nationaltorhüter Joe Hart verglichen. Im Sommer 2011 unterschrieb er dann einen Profivertrag bis Ende Juni 2013, war jedoch nur dritter Torhüter. Im Oktober 2011 wurde er bis zum Jahresende 2011 an den Siebtligisten FC Lewes ausgeliehen. Dort kam er zweimal zum Einsatz, bevor er sich Ende November beim Training mit Notts County verletzte. Am 1. März 2012 wurde er für einen Monat an den Sechstligisten Corby Town ausgeliehen. Dort kam er zu fünf Einsätzen. Nach seiner Rückkehr zu Notts County kam Spiess am 5. Mai 2012, dem 46. Spieltag der Football League One 2011/12, im Heimspiel gegen Colchester United (4:1) zu seinem ersten Profieinsatz, als er in der 74. Minute für den Stammtorhüter Stuart Nelson eingewechselt wurde.

## Privates
Fabian Spiess wurde in Wesel geboren. Seine Eltern wanderten mit ihm nach Dubai aus, als er drei Jahre alt war. Nach fünf Jahren in Dubai, zog er mit seinen Eltern nach Madrid und 2004 weiter nach Málaga.